# Jamari Thrash
Jamari Isiah Thrash (LaGrange, 19 dicembre 2000) è un giocatore di football americano statunitense che milita nel ruolo di wide receiver per i Cleveland Browns della National Football League (NFL).

## Carriera universitaria

### Georgia State
Nella sua prima stagione alla Georgia State University nel 2019, Trash ricevette 2 passaggi per 17 yard. Nel terzo turno della stagione 2020 segnò il suo primo touchdown su una ricezione da 22 yard, contribuendo alla vittoria su East Carolina 49–28. Chiuse quell'annata con 9 ricezioni per 161 yard e 2 touchdown. Nella settimana 8 della stagione 2021, Thrash totalizzò 4 ricezioni per 74 yard e un touchdown nella vittoria su Texas State. Chiuse la stagione 2021 con 32 ricezioni per 452 yard e 3 touchdown. Nel terzo turno della stagione 2022 disputò una delle sue migliori gare, facendo registrare 10 ricezioni per 213 yard e un touchdown, ma Georgia State fu battuta da Charlotte 42–41. Nell'ultimo turno ricevette 10 passaggi per 167 yard e un touchdown nella sconfitta con Marshall 28–23. Chiuse l'annata con 62 ricezioni per 1.122 yard e 7 marcature. Per le sue prestazioni fu inserito nella formazione ideale della Sun Belt Conference. A fine stagione optò per cambiare istituto.

### Louisville
Thrash decise di passare a giocare a Louisville per la sua ultima stagione nel college football. Nel primo turno ricevette 7 passaggi per 88 yard e 2 touchdown nella vittoria su Georgia Tech. Nella settimana 3 ebbe 4 ricezioni per 159 yard, incluso un touchdown da 85 yard, nella vittoria su Indiana 21–14. A fine anno fu inserito nella seconda formazione ideale dell'Atlantic Coast Conference.

## Carriera professionistica

### Cleveland Browns
Trash fu scelto nel corso del quinto giro (156º assoluto) del Draft NFL 2024 dai Cleveland Browns. Nella sua prima stagione ricevette 3 passaggi per 22 yard in 9 presenze, nessuna delle quali come titolare.